# Hemträsk
Hemträsk är en sjö i Haninge kommun, strax väster om Dalarö,  i Södermanland och ingår i Tyresån-Trosaåns kustområde. Sjön är 2,7 meter djup, har en yta på 0,03 kvadratkilometer och är belägen 9 meter över havet.